# Opril

Voorbeeld van oprillen geplaatst in een hol bastion

Een opril, soms oprit, is een omhooglopende weg die naar een walgang leidt. Deze weg is bedoeld voor het verplaatsen van kanonnen en dergelijke.
Het woord opril komt terug in de straatnaam van enkele oude straatjes in de binnenstad van Goes:
- Opril Grote Markt
- Opril Beestenmarkt
- Opril Westwal

Ook in Zevenhuizen komt een straat voor met de straatnaam "de Opril"